# Hirado
Hirado (平戸市, Hirado-shi) és una ciutat de la prefectura de Nagasaki, al Japó.
El març de 2016 tenia una població estimada de 33.138 habitants. Té una àrea total de 253,63 km².

## Geografia
Hirado està situada al nord-oest de la prefectura de Nagasaki. La part que històricament havia estat Hirado està situada a l'illa de Hirado, a l'oest de la resta de la ciutat, que es troba a la regió de Kyushu.
Les illes de Takushima, Ikitsuki i Azuchi-Oshima, a més de desenes d'illots, també formen part de la ciutat. L'illa d'Ikitsuki està connectada a l'illa de Hirado per un pont.

## Història
Hirado ha estat un port rellevant del comerç entre Japó i Àsia des del període Nara. Aquest rol de centre de comerç internacional s'accentuà durant el període Sengoku i principis del període Edo.
L'actual ciutat fou fundada l'1 de gener de 1955. La ciutat s'expandí l'1 d'octubre de 2005 mitjançant l'annexió dels pobles veïns de Tabira i Ikitsuki, i la vila d'Ōshima.